# 아니타 시몬치니
아니타 시몬치니(이탈리아어: Anita Simoncini, 1999년 4월 14일~)는 산마리노의 가수이다. 유로비전 송 콘테스트 2015 미켈레 페르니올라와 함께 산마리노 대표로 참가했다. 2014년 주니어 유로비전 송 콘테스트에서 산마리노 대표로 나온 걸 그룹 페퍼 민츠의 멤버이다.